# Hisham II ibn al-Hakam
Hishām II ibn al-Ḥakam (in arabo ھشام المؤيد بالله‎?, Hishām al-Muʾayyad bi-llāh; Cordova, 11 giugno 965 – Cordova, 18 maggio 1013) fu il terzo califfo omayyade del Califfato di Cordova dal 976 al 1008, una seconda volta per pochi giorni e una terza dal 1010 al 1013.

## Origine
Unico figlio del califfo al-Ḥakam II ibn ʿAbd al-Raḥmān e di una concubina, di origine basca di nome Çobh (chiamata anche Zohbeya e Aurora).

al-Ḥakam II era figlio dell'emiro omayyade ʿAbd al-Raḥmān III ibn Muḥammad.

## Biografia
Nel 974, quando il padre fu colpito da paralisi, essendo l'unico erede fu nominato suo successore e la sua educazione fu improntata a farlo diventare un buon califfo, ma nemmeno due anni dopo, nel 976, dovette succedergli sul trono di al-Andalus, e i reggenti Yaáfar al-Mushafi e Almanzor, fecero assassinare lo zio, al-Mughira, pretendente al trono come confermano sia la Real Academia de la Historia, che La web de las biografias.

Infatti, alla morte di Ḥakam II, nel 976, Hishām II, che aveva solo 11 anni, divenne califfo sotto la reggenza della madre Subh (Aurora), che confermò nelle loro cariche sia il generale Galib, comandante dell'esercito, che Yaáfar al-Mushafi, primo ministro o hajib (ciambellano) e nominò visir Almanzor, che sino a quel momento era stato l'amministratore delle proprietà del piccolo Hishām II, della stessa Aurora ed ispettore della zecca di al-Andalus, come riporta lo storico Rafael Altamira.
Nel 978 Almanzor venne in contrasto con Mushafi che fu deposto (Almanzor fu nominato hajib al suo posto) e condannato per malversazione, privato di tutti i suoi beni e ridotto in miseria (nel 983, sarà messo a morte); mentre il generale Ghālib, vedendosi sopravanzato dal genero, si ribellò, perdendo la sua carica di comandante dell'esercito, che passò al genero.
Quindi Almanzor fu di fatto padrone di al-Andalus, poiché oltre che primo ministro o ciambellano (hajib) fu anche responsabile dell'esercito e quindi relegò il califfo Hishām II nel palazzo reale di Madīnat al-Zahrāʾ, nelle vicinanze di Cordova. 
Verso il 997, Aurora, che ormai odiava Almanzor, per il modo con cui aveva trattato il figlio, spinse Hishām II a chiedere l'aiuto del signore del Marocco, Ziri ibn Atiya, per destituire Almanzor, che non si fece sorprendere, ma sbarcato a Ceuta, nel 998, sconfisse Ziri ed annesse il vicereame ad al-Andalus, mentre Aurora si ritirò a vita privata dedicandosi ad opere di caritàe morendo l'anno seguente (999).

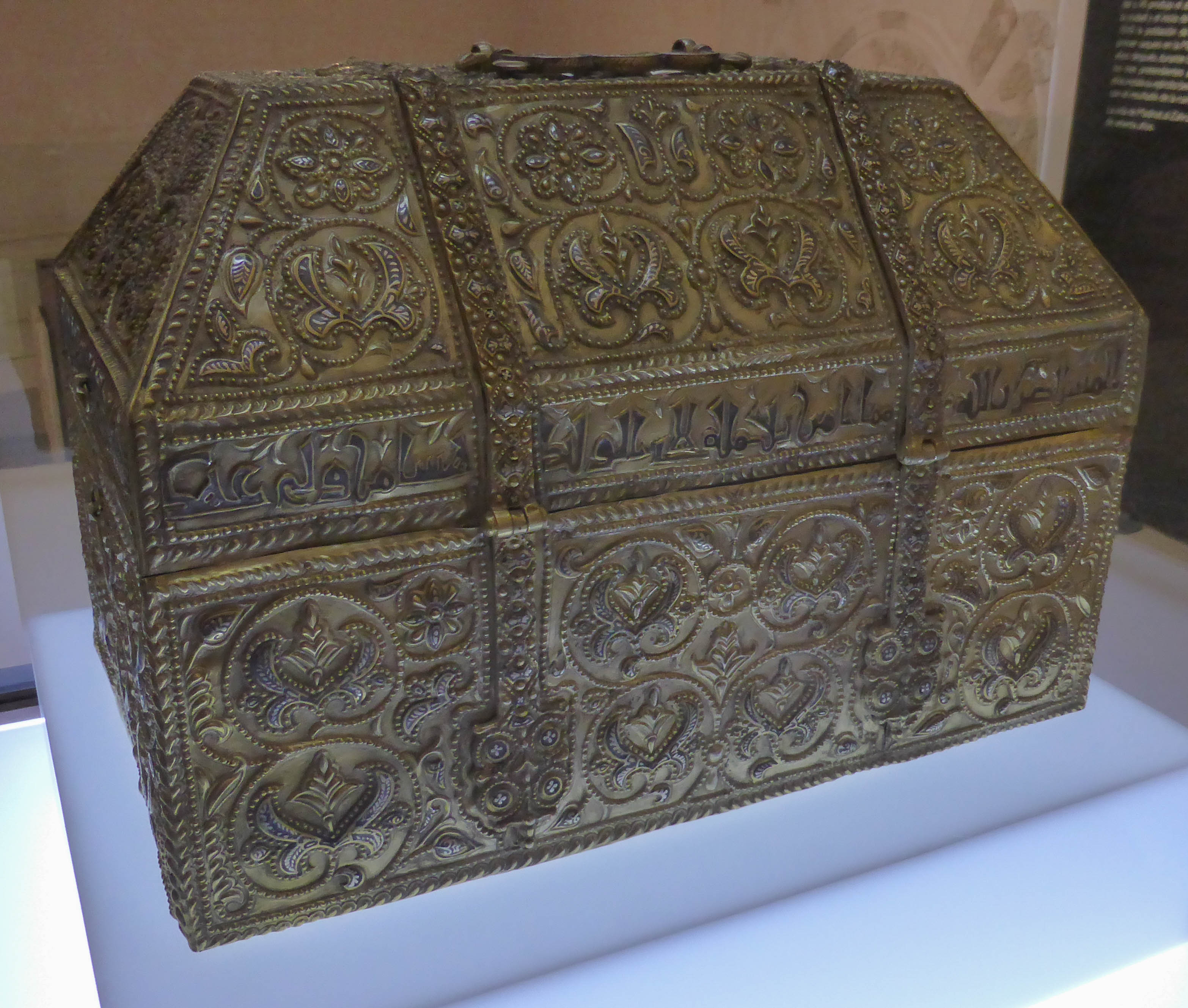
Arqueta de Hisham II, contenitore di 27 x 39 x 23 cm di dimensioni, d'argento, vermeil e niello, conservato nella
Cattedrale di Gerona

Nel 1002, alla morte di Almanzor, il figlio Abd al-Malik al-Muzaffar gli succedette sia come hajib (ciambellano) o primo ministro, sia come comandante dell'esercito, mentre il califfo Hishām II continuava a non esercitare alcun potere.
Nel 1008, alla morte di al-Muzaffar, probabilmente avvelenato dal fratellastro Abd al-Rahman Sanchuelo, che gli succedette sia come hajib (ciambellano) o primo ministro, sia come comandante dell'esercito, mentre lui, il califfo Hishām II, non solo, non aveva alcun potere ma nominò Sanchuelo suo erede.

Questo fatto creò parecchio malcontento, ispirato dai fuqahāʾ, nel popolo di Cordova che era molto affezionato agli omayyadi.
Nel 1008, approfittando del fatto che Sanchuelo fosse impegnato in una campagna militare in León contro il re Alfonso V, una rivoluzione spodestò Hishām II e pose sul trono un altro omayyade, Muḥammad II (al-Mahdī) ibn Hishām, che al rientro a Cordova di Sanchuelo lo fece imprigionare e nonostante quest'ultimo implorasse il perdono fu messo a morte il 4 marzo del 1009.

Hishām II, invece fu tenuto segretamente in prigione, mentre infuriava la guerra tra al-Madhi ed un altro omayyade aspirante califfo, Sulaymān ibn al-Ḥakam, "al-Mustaʿīn", che in un primo momento, sostenuto dai berberi ed alleato dei Castigliani, ebbe la meglio su al-Mahdi alla battaglia di Cantich, riconobbe Hishām II califfo, ma, subito dopo, lo costrinse ad abdicare in suo favore.

Nel corso dello stesso anno (1010) al-Madhi, alleato al conte di Barcellona Raimondo Borrell III, sconfisse Sulaymān nei pressi della città e riconquistò Cordova, che fu messa a sacco dai Catalani. Al-Mahdi era califfo per la seconda volta, ma i suoi mercenari detti gli schiavi (provenienti da mezza Europa), gli si rivoltarono contro e lo assassinarono e, sempre nel 1010, riportarono sul trono, per la terza volta, Hishām II.

Però la guerra civile tra gli schiavi ed i berberi, sostenitori di Sulaymān continuava, permettendo così al conte di Castiglia, Sancho Garcés di recuperare le fortezze che Almanzor, a suo tempo, aveva conquistato.
Nel 1013, i Berberi conquistarono e saccheggiarono spietatamente Cordova, deposero Hishām II e Sulaymān divenne califfo, per la seconda volta.
Di Hishām II non si hanno notizie certe, ma è presumibile che fu ucciso dai berberi nel maggio di quello stesso anno (però alcune fonti sostengono che riuscì a fuggire ed a finire i suoi giorni in Asia, nel più assoluto anonimato.

### Fonti primarie
- (FR)  Histoire des Almohades / d'Abd el- Wâh'id Merrâkechi

### Letteratura storiografica
- Rafael Altamira, "Il califfato occidentale", in: «Storia del mondo medievale», Cambridge History of Middle Age, vol. II, 1999, pp. 477–515.